# Janz-Präzisionstechnik
Die Janz-Präzisionstechnik GmbH, auch bekannt als JLT (Janz Technik und Labor), ist ein Dienstleistungs- und Fertigungsbetrieb für Feinmechanik mit Sitz in Malente. Das Unternehmen ging aus einer 1935 von Hugo Janz in Kiel gegründeten Werkstätte für Präzisionsfeinmechanik hervor. Es produziert Labortechnik und ist auch eine Manufaktur für Revolver.

## Geschichte
Der Schwerpunkt der Janz-Präzisionstechnik GmbH lag von Anfang an im Bereich der Milchwirtschafts-Analytik. In Zusammenarbeit mit der Bundesanstalt für Milchforschung entstanden grundlegende Untersuchungsmethoden und Laborgeräte.
In den 1990er Jahren stellte das Unternehmen jahrelang für die Firma Korth unterschiedlichste Waffenteile her. Um Waffenteile in Malente fertigen zu können, bedurfte es einer Genehmigung, welche nur einem Meister im Büchsenmacher-Handwerk erteilt werden konnte. Daher entschloss sich der damalige Inhaber der Janz GmbH, Uwe Janz, zusätzlich zu seinem Meister als Feinmechaniker auch den Meister als Büchsenmacher abzulegen. Kurze Zeit später ging die Firma Korth unter Graf Bernstorff abermals insolvent, und Janz blieb mit vielen Korth-Waffenteilen und unbezahlten Rechnungen zurück. Es blieb der Firma jedoch auch ein umfangreiches Fertigungs-Know-how und die Berechtigung zum Waffenbau. Daraufhin entschied sich die Janz, einen eigenen Revolver zu produzieren, und es wurde ein ehemaliger Korth-Techniker eingestellt. Der erste hauseigene Präzisions-Revolver ging 1998 in Produktion. Seit 2000 stellt Janz ein weltweit einmaliges Wechselsystem für unterschiedliche Kaliber her.

## Produkte

### Labortechnik
Die Janz-Präzisionstechnik GmbH fertigt Labortechnik für die milchwirtschaftliche Analytik, Osmometer, repariert Fotoapparate und übernimmt CNC-Auftragsarbeiten.

### Revolver

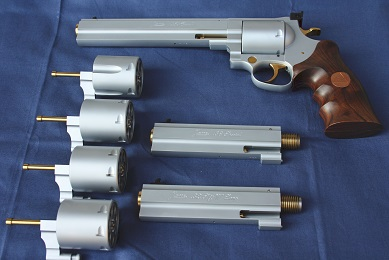
Janz-Revolver Wechselsystem

Das Unternehmen fertigte ursprünglich Revolver für Korth und hat darauf eine eigene Fertigung aufgebaut, die alle wesentlichen Bauteile, ausgenommen Griffschalen und Laufrohlinge, selbst fertigt. Es werden im Schnitt etwa 10 Revolver pro Monat hergestellt. Janz produziert Revolver in verschiedenen Kalibern und in drei unterschiedlichen Rahmengrößen; alle Rahmengrößen auch als Festkaliber. Zu Wechselkalibern werden demontierbare Läufe mit Längen von 2 ½″ bis 12″ angeboten. Bei diesen ist ein Kaliberwechsel von .22 lfB bis .454 Casull möglich. Wechselkaliber wie für die Revolver von Janz sind von anderen Herstellern nicht erhältlich. 
Modelle
- Typ E mit Festkalibern für: .22 lr, .357 MAG, .44 MAG, .454 Casull, .460 S+W, .500 S+W
- Typ S Wechselkaliber für:  .22 lr, .357 MAG, .44 MAG, .454 Casull
- Jagdrevolver mit Festkalibern für: .357 MAG, .44 MAG, .454 Casull

### Pistolen
Seit Mai 2021 ist neben Revolvern auch eine Pistole im Angebot, die „Alpha Kaliber 9mm Luger“.

### Luftreiniger
Während der Coronakrise entwickelte Janz Präzisionstechnik die Luftreiniger-Serie „Asepto“.